# Una questione privata (Fenoglio)
Una questione privata è un romanzo di Beppe Fenoglio, pubblicato postumo nell'aprile del 1963, due mesi dopo la morte dell'autore. Il libro tratta un tema caro a Fenoglio, ovvero la guerra partigiana negli anni finali della seconda guerra mondiale. 

## Storia editoriale
I fogli di Una questione privata furono rinvenuti da Lorenzo Mondo fra le carte di Fenoglio e il testo venne pubblicato dall'editore Garzanti nel 1963 assieme ad altri sei racconti dello scrittore (Un giorno di fuoco, La sposa bambina, Ma il mio amore è Paco, Superino, Pioggia e la sposa e La novella dell'apprendista esattore) nel volume intitolato Un giorno di fuoco. Successivamente, Una questione privata fu pubblicato autonomamente dagli altri racconti. Di Una questione privata Fenoglio lasciò tre versioni dattiloscritte. Le prime due stesure furono pubblicate dalla Einaudi nel 1978, nel terzo tomo del primo volume dell'edizione critica delle "Opere di Beppe Fenoglio",  diretta da Maria Corti assieme a Primavera di bellezza e Frammenti di romanzo; è andato invece perduto il dattiloscritto della terza stesura, utilizzato per la prima edizione Garzanti del 1963. In mancanza della terza stesura, non è noto se il titolo Una questione privata sia da attribuire a Fenoglio o fosse redazionale; sebbene rimanga incerto se il romanzo sia o meno incompiuto, la sua unità stilistica lo rende un'opera conclusa.

## Trama
Milton è un partigiano badogliano che casualmente ritorna nella villa in cui, prima dello scoppio della guerra di resistenza, viveva Fulvia, la giovane di cui è innamorato.

«[…] era brutto: alto, scarno, curvo di spalle. Aveva la pelle spessa e pallidissima, ma capace di infoscarsi al minimo cambiamento di luce o di umore. A ventidue anni, già aveva ai lati della bocca due forti pieghe amare […] All’attivo aveva solamente gli occhi, tristi e ironici, duri e ansiosi»

— Beppe Fenoglio, Una questione privata
Entrato nel giardino, Milton si imbatte nella custode: viene così a sapere che, mentre egli prestava servizio come soldato, la ragazza frequentava Giorgio, un amico di Milton, poi diventato partigiano a sua volta. Da quel momento Milton tenterà in tutti i modi di trovare Giorgio, per scoprire che cosa ci fosse veramente tra lui e Fulvia. Con i fascisti alle spalle, Milton saluta in fretta la donna e scappa via. 
Si mette poi in cammino per raggiungere il reggimento di Giorgio. La scena del suo arrivo al reggimento è tra le tante che dimostrano quanto poco fossero organizzati i gruppi partigiani. Dopo aver cercato invano Giorgio nei vari appostamenti, Milton viene a sapere che era uscito insieme ad altri compagni; al ritorno di quest’ultimi, Giorgio risulta assente e nessuno sa dire cosa gli sia accaduto. Si arriva infine alla conclusione che sia stato rapito dai fascisti.
Milton decide allora di rapire un fascista e di mettere in atto uno scambio di prigionieri per far liberare Giorgio. Saputo che in un paesino non lontano da Alba, dove era detenuto Giorgio, un sottufficiale fascista aveva intrapreso una relazione con una sarta e che i due si incontravano sistematicamente per consumare il loro amore, Milton riesce a catturarlo e si mette in cammino verso Alba per portare a termine lo scambio. Il prigioniero, tuttavia, tenta di fuggire e Milton gli spara immediatamente come fosse un riflesso e poi dopo che è caduto a terra gli spara di nuovo, cadendo preda del senso di colpa. I fascisti, venuti a sapere della morte dell'uomo, fucilano due prigionieri catturati quattro mesi prima. Svanita l’unica possibilità di recuperare Giorgio, Milton decide di tornare dalla vecchia governante per chiederle maggiori informazioni sulla relazione tra Fulvia e Giorgio. Giunto dunque alla villa, è però sorpreso dai fascisti e ha così inizio un folle inseguimento, finché Milton entra in un bosco e, stremato, crolla a terra. Il finale è aperto e di libera interpretazione: il protagonista può esser morto o svenuto.

## Personaggi principali
- Milton: il protagonista, è un giovane partigiano, molto alto e molto magro, ventenne, colto, poco socievole. È innamorato di Fulvia.
- Fulvia: una capricciosa sedicenne di Torino, sfollata per qualche tempo ad Alba, di cui Milton è innamorato.
- Giorgio Clerici: amico e possibile rivale in amore di Milton, è presentato quale il giovane più bello e benvoluto della cittadina e ammirato da Fulvia.

## Influenza culturale
Nella Prefazione all'edizione di Il sentiero dei nidi di ragno del giugno 1964, Italo Calvino indica Una questione privata come il libro sulla Resistenza, il romanzo che tutti gli scrittori che avevano vissuto l'esperienza della Resistenza avevano sognato di scrivere, senza riuscirci. Dopo averlo paragonato all'Orlando furioso di Ariosto nella breve descrizione che segue,
(Italo Calvino, Prefazione a Il sentiero dei nidi di ragno, 1964.)
Calvino aggiunge lapidario:
(Italo Calvino, ibidem.)

## Opere derivate
- Una questione privata (1966) diretto da Giorgio Trentin
- Una questione privata (1991) diretto da Alberto Negrin (film TV)
- Una questione privata (2017) diretto da Paolo e Vittorio Taviani

## Edizioni
- Un giorno di fuoco, Collana Racconti moderni, Milano, Garzanti, 1963,  p. VII-297.
- Una questione privata, Collana Opere di Beppe Fenoglio, Milano, Garzanti, 1965,  p. 177. - Collana I bianchi, Garzanti, 1974; Euroclub, 1978.
- in  Opere, vol. I.3: Primavera di bellezza ; Frammenti di romanzo ; Una questione privata, a cura di Maria Antonietta Grignani, edizione critica diretta da Maria Corti, Collana NUE n.53, Torino, Einaudi, 1978,  pp. 1260-2296.
- Una questione privata, Collana Nuovi Coralli n.381, Torino, Einaudi, 1986-1997,  p. IV-155, ISBN 88-06-59535-0.
- Una questione privata. I ventitre giorni della città di Alba, Collana Einaudi Tascabili.Letteratura n.25, Torino, Einaudi, 1990, ISBN 978-88-061-1785-6.
- in  Romanzi e racconti, a cura di Dante Isella, Biblioteca della Pléiade, Torino, Einaudi, 1992; nuova edizione, 2001.
- Una questione privata, Prefazione di Antonio Troiano, Collana I Grandi Romanzi Italiani, Milano, RCS Quotidiani, 2003.
- Una questione privata, Prefazione di Gian Luigi Beccaria, Collana Letture, Torino, Einaudi, 2011,  pp. XXIII-154, ISBN 978-88-062-0902-5.
- Una questione privata, Introduzione di Gabriele Pedullà, Collana Super ET, Torino, Einaudi, 2006-2014,  pp. LX-132, ISBN 978-88-062-1926-0.
- Una questione privata, Prefazione di Aldo Cazzullo, Biblioteca della Resistenza, Milano, RCS Mediagroup, 2015, ISBN 977-18-244-5805-6.
- Una questione privata, Collana Novecento nel Duemila, Roma, La Biblioteca di Repubblica-L'Espresso, 2018, ISBN 977-19-704-7426-9.